# Hulk Hogan
Hulk Hogan   (Augusta, 11 d'agost de 1953 - Clearwater, 24 de juliol de 2025) fou un lluitador professional emblemàtic i actor estatunidenc, conegut també com a Hollywood Hogan, que fins al juliol de 2015 va treballar per a la World Wrestling Entertainment (WWE). Hogan va gaudir d'una gran popularitat a les dècades de 1980 i 1990 amb el seu personatge a la World Wrestling Federation (WWF, ara WWE), i com "Hollywood" Hulk Hogan al World Championship Wrestling (WCW). Com a estrella de les dues organitzacions, Hogan va cloure els respectius esdeveniments anuals principals de WWF i WCW, WrestleMania i Starrcade, en múltiples ocasions. Va ser introduït al Saló de la Fama de la WWE el 2005 tot i que el 2015 va ser expulsat de la WWE per comentaris racistes. Va signar per a Total Nonstop Action Wrestling (TNA), on va treballar des de 2010 fins a 2013 i on va ser gerent general.
Entre els seus èxits destaquen 12 regnats com a campió mundial en haver estat 6 vegades Campió de la WWF i 6 vegades Campió de la WCW. També va ser un cop campió mundial per parelles de la WWE al costat d'Edge.
Hogan va ser guanyador del Royal Rumble el 1990 i 1991, essent el primer home a guanyar dos cops consecutius. Al juliol de 2015, Hogan va ser acomiadat i vetat per la WWE arran d'un incident filtrat on es va poder escoltar el lluitador utilitzar epítets racistes.
El 24 de juliol de 2025 va morir a casa seva de Florida per una aturada cardíaca.

## Filmografia
- Rocky III (1982)
- Gremlins 2: la nova generació (1990)
- Suburban Commando (1991)